# Köhögés
A köhögés a légutak ingere által kiváltott, görcsös, lökésszerű kilégzés, amely az emberi szervezet önkéntelen reakciója. A köhögés során a légutak megtisztulnak, a légutakban lévő váladék, oda bejutott füst, por, vegyi anyag vagy idegen test el tud távozni, így a köhögés megvédi az alsó légutakat és a tüdőt az oda nem való károsító anyagoktól és kórokozóktól.

## Szerepe
A tartós köhögés hátterében a felső – (ritkábban) az alsó – légutak gyulladásos megbetegedései állnak (torok, gége, légcső, hörgő- és tüdőgyulladás), melyek kórokozói leginkább vírusok, baktériumok, ezeken kívül ritka esetekben gombák.
A pillanatnyi köhögés a szervezet normális reakciója, a légúti akadályoknak a tüdőből és a légutakból való eltávolítása, a légutak tisztítását szolgálja. A köhögés nem betegség, hanem egy tünet, oka sokrétű lehet.

## Folyamata
Köhögési ingerkor a rekeszizom hirtelen összehúzódik, izomerő hatására a tüdőben lévő levegő lökésszerűen távozik a légutakból. Köhögés hatására az idegen anyagok (részecskék, kórokozók) távoznak.

## Típusai

### Akut köhögés
Akut köhögésről beszélünk, ha a köhögés kevesebb mint három hétig tart. Leggyakrabban a megfázás kísérője, mely a légutak vírus vagy baktérium okozta gyulladásával jár.

### Krónikus köhögés
Krónikus köhögésről beszélünk, ha a köhögés kezeletlenül három hétnél hosszabb idő alatt sem múlik el. Orvosi kezelést igénylő eset. A krónikus köhögés hátterében ritkán a tüdő daganatos megbetegedése áll.
A krónikus köhögésnek különböző okai lehetnek:
- asthma bronchiale,
- allergia,
- krónikus obstruktív tüdőbetegség (COPD),
- szívbillenytű-hiba (aorta inszufficiencia),
- tüdőtágulat (tüdőemphysema),
- krónikus bronchitis (pl. dohányosoknál),
- krónikus arcüreggyulladás (szinuszitisz),
- gyomortartalom visszafolyása a nyelőcsőbe (gasztroözofagális reflux),
- gyógyszerek mellékhatása (pl. ACE-gátlók).

Köhögéstípusok 
- A nyákos köhögés (COPD krónikus obstriktív tüdőbetegség[1]) főbb tünetei: érdes, időnként "húzós" (spasztikus) légzés. Gyakori köhögés, kezdetben főleg ébredés után, később egész nap. Fokozott nyáktermelés, bő köpetürítés. Légszomj, zihálás, különösen fizikai aktivitás, sportolás közben. Leggyakoribb oka a megfázás, a tüdőgyulladás, a krónikus bronchitis vagy a krónikus obstruktív tüdőbetegség, amely 2020-ra várhatóan a 3. leggyakoribb halálokká válik a világon.[2] Az asztma vagy más allergiás megbetegedés is gyakran okoz fokozott nyáktermelést. A felköhögött váladék üvegszerűen tiszta, többnyire folyékony, míg megfázás esetén sárgás vagy zöldes, és sűrű.
- A véres köhögés okai: tüdőembólia, tuberkulózis, szívelégtelenség vagy tüdőrák. Ritka esetben véralvadási zavarok vagy vérzékenység is lehet a köhögés oka.
- Ingerköhögés: a tüdő akut ingerlése, a porszemcsék vagy más idegen részecskék (félrenyelés, bogár belégzés) által, reflexes köhögéshez vezethet. A köhögés pszichés alapon is előfordulhat, mint feszültséget levezető jelenség. Néhány gyógyszer is okozhat ingerköhögést.
- A szamárköhögés (pertussis), a légúti szűkület okai: meghűlés, megfázás, nátha. Védőoltás alkalmazásával ezzel a köhögési formával nagyon ritkán találkozhatunk.